# アソベの森 いわき荘
アソベの森 いわき荘（アソベのもり いわきそう）は青森県弘前市の旧中津軽郡岩木町域にある宿泊施設。

## 概要
- 本施設は、岩木町（当時）総合交流ターミナル施設として開館した。
- 本施設は、地下1階・地上4階の建物である。

## 沿革
- 1999年（平成11年）6月 - 工事着工。
- 2000年（平成12年）
  - 5月22日 - 建物が竣工し、同館にて修祓式と竣工披露パーティーを開催。
  - 6月1日 - オープン。

## 施設
- 1階…情報センター「すぶとの間」
- 2階…体験交流室「こぎんの間」、研修室「かたりべの間」・「ごたくの間」
- 3階～4階…宿泊施設（最大125名まで宿泊可能）

## アクセス
- JR東日本・弘南鉄道弘前駅から、
  - 無料送迎バスで30分（ただし利用する2日前までに施設まで要予約）。
  - 弘南バス「百沢」バス停下車後、徒歩約640m・約10分。
- 東北自動車道大鰐弘前ICから、車で約40分（アップルロード経由の場合）。
- 青森空港から、車で約50分。

## 参考資料
- 『弘前市史 資料編 岩木地区』（弘前市・2010年3月発行）「第Ⅳ部 近現代の岩木・第5章 岩木村から岩木町へ」580頁「三二八 アソベの森いわき荘の開館」